# Em dic Julia Ross
Em dic Julia Ross (títol original en anglès: My Name Is Julia Ross) és una pel·lícula estatunidenca dirigida per Joseph H. Lewis i estrenada el 1945. Ha estat doblada al català.

## Argument
Una agència busca una dona, sense família i sense lligam sentimental, per a un lloc de secretària. Julia Ross, que respon a aquests criteris, es presenta. Coneix Mrs Hughes i el seu fill. De seguida, l'assumpte és arreglat i la directora de l'agència ofereix té a tot el món. Però la tassa de la jove conté un poderós narcòtic. Quan es desperta, Julia Ross es troba en una de les cambres de la casa dels Hughes, una aliança al dit... A partir d'aquest instant, la seva vida passarà a un al·lucinant malson.

## Repartiment
- Nina Foch: Julia Ross
- Dame May Whitty: Mrs Hughes
- George Macready: Ralph Hughes
- Roland Varno: Dennis Bruce
- Anita Sharp-Bolster: Sparkes
- Doris Lloyd: Mrs. Mackie
- Joy Harrington: Bertha
- Queenie Leonard: Alice
- Leonard Mudie: Peters

## Comentaris
Em dic Julia Ross és un dels èxits de Joseph H. Lewis, d'altra banda autor de destacables pel·lícules negres, com The Big Combo o El dimoni de les armes.
En la línia d'obres com Rebecca d'Alfred Hitchcock, Gaslight de George Cukor o Experiment perillós de Jacques Tourneur, aquesta pel·lícula les supera per l'originalitat del seu guió, que deixa estupefacte. El personatge de Ralph Hughes, interpretat per George Macready, el físic i la interpretació del qual s'ajusten magníficament, fa feredat. Pel que fa a Nina Foch i Dame May Whitty, les seves actuacions afegeixen a la força d'una obra que no es pot oblidar.